# Santa Bárbara (Bolivia)
Santa Bárbara, también llamada Chorolque, es una localidad minera de Bolivia, ubicada en las tierras altas del país. Administrativamente se encuentra en el municipio de Atocha de la provincia de Sud Chichas en el departamento de Potosí.
Santa Bárbara es el pueblo más poblado del municipio de Atocha, pasando por más de 500 habitantes a la capital municipal de Atocha. La localidad de Santa Bárbara se encuentra a una altitud de 4774 m s. n. m. al pie del Cerro Chorolque, una montaña de 5.552 m s. n. m., que es rica en yacimientos minerales de estaño, bismuto, plata, oro y cobre y es explotada por varios lados por la mina Chorolque.
Gran parte de la población de Santa Bárbara trabaja en la Cooperativa Minera Chorolque, que se dedica a la extracción de minerales en el cerro Chorolque.

## Geografía
Santa Bárbara se encuentra en el Altiplano boliviano, en las estribaciones norte de la cordillera andina de la Cordillera de Lípez. El clima en esta región es semiárido y se caracteriza por un clima diurno distinto.
La temperatura media media de la región ronda los 5 °C y fluctúa sólo ligeramente entre 0 °C en julio y 7–8 °C de noviembre a marzo. La precipitación anual es baja 220 mm, estando los meses de abril a octubre casi libres de precipitaciones. Sólo de noviembre a marzo se producen precipitaciones importantes, con un máximo de 50 a 60 mm de precipitación mensual en enero y febrero.

## Transporte
Santa Bárbara se ubica a una distancia de 334 kilómetros por carretera al sur de Potosí, capital del departamento del mismo nombre.
Desde Potosí, la Ruta 5 conduce al suroeste por 208 km hasta Uyuni, desde allí la Ruta 21 continúa por otros 96 km al sureste hasta Atocha. A cuatro kilómetros al sur de Atocha se bifurca en dirección este un camino rural sin asfaltar, cuyo punto final tras 26 km se encuentra la localidad de Santa Bárbara y el Cerro Chorolque.

## Demografía
La población de la localidad ha disminuido ligeramente en las últimas dos décadas:
| Año  | Habitantes | Fuente |
| ---- | ---------- | ------ |
| 1992 | 2.536      | Censo  |
| 2001 | 2.505      | Censo  |
| 2012 | 2.221      | Censo  |

La región tiene una alta proporción de población quechua, y en el municipio de Atocha el 60,1 % de la población habla la lengua quechua.